# Sinusová zástava
Sinusová zástava je porucha srdečního rytmu, při které dochází k přechodnému výpadku tvorby vzruchů v místě jejich normálního vzniku, tedy v sinoatriálním uzlu. Tento výpadek trvá obvykle řádově sekundy, poté se aktivita v sinoatriálním uzlu obnoví, při delším trvání se projeví aktivita náhradních center, které sinoatriální uzel zastoupí a jsou zdrojem náhradního rytmu - uniklé stahy či déletrvající rytmy obvykle z oblasti atrioventrikulárního uzlu jako náhradní junkční rytmus, případně z komor (náhradní komorový rytmus).

## Příčiny
Jejich zvláště opakovaný výskyt je spojen s degenerativním postižením převodního systému srdečního, většinou v rámci sick sinus syndrom. Kratší sinusové zástavy mohou být navozeny léky (např. srdečními glykosidy či betablokátory) nebo se vyskytnout u mladých trénovaných lidí (u vagotonie). 

## Projevy
Sinusová zástava se projeví obvykle krátkodobou poruchou vědomí - synkopou, nebo krátkodobou slabostí a závratí, která odezní po obnovení normální aktivity srdce. Porucha se pozná podle elektrokardiografického záznamu (EKG), i když se většinou zachytí až na dlouhodobém záznamu (v nejběžnější formě při 24hodinovém monitorování pomocí EKG Holteru). Na EKG se projeví rovnou čárou (izoelektrická linie) bez přítomných vln P a QRS (jež odpovídají normální aktivitě předsíní a komor), před tímto úsekem bývá sinusový rytmus, po něm také sinusový rytmus nebo rytmus náhradní. Na rozdíl od sinoatriální blokády nelze vystopovat nějakou pravidelnost (v délce trvání výpadku, opakování apod.)

## Léčba
Je nutné upravit medikaci - vysadit léky, které srdce zpomalují. Pokud porucha přetrvává a nemocný výpadky vnímá (obvykle v rámci sick sinus syndromu), je nutná kardiostimulace.